# Gene Conley
Donald Eugene Conley, detto Gene (Muskogee, 10 novembre 1930 – Foxborough, 4 luglio 2017), è stato un cestista, giocatore di baseball e allenatore di pallacanestro statunitense, professionista nella NBA e nella MLB. Si tratta del secondo atleta della storia, dopo Otto Graham, ad avere vinto il titolo in due dei quattro maggiori sport professionistici americani, avendo conquistato le World Series con i Milwaukee Braves nel 1957 e tre campionati NBA consecutivi con i Boston Celtics dal 1959 al 1961.

## Carriera
Venne selezionato dai Boston Celtics nel Draft NBA 1952.

## Palmarès

### Baseball
- Campione delle World Series: 1

Milwaukee Braves: 1957

### Pallacanestro
- Campionato NBA: 3

Boston Celtics: 1959, 1960, 1961